# 호남정맥

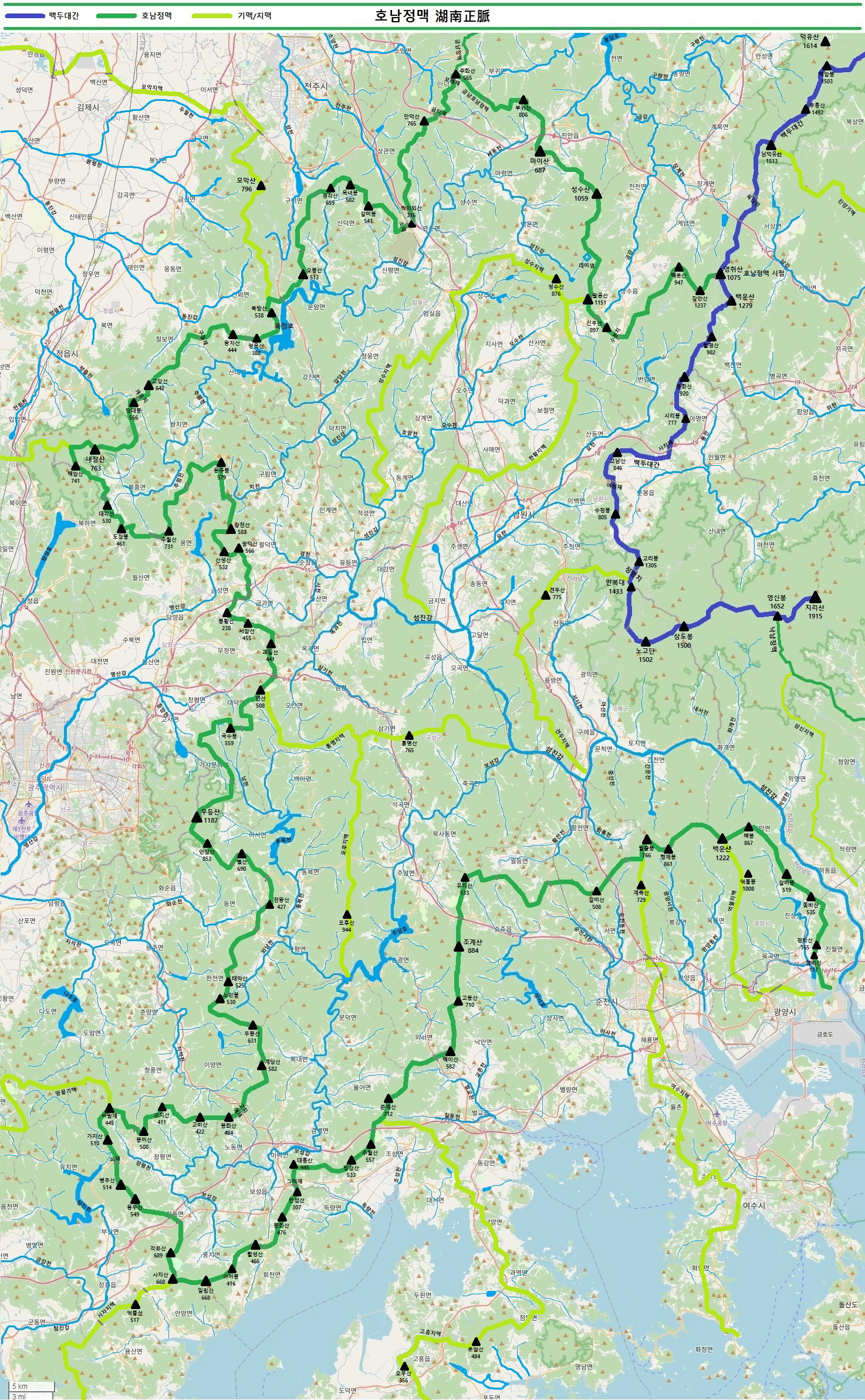
호남정맥 전 구간과 백두대간(덕유산~지리산 구간) 및 섬진강 수계

호남정맥(湖南正脈)은 한반도 13정맥의 하나로 백두대간에서 갈라져 주화산(珠華山, 600m)에서 시작하여 내장산을 지나 전라남도 장흥을 흘러 영산강 유역과 섬진강 유역을 갈라 광양 망덕산(197m)에서 끝나는 산줄기의 옛 이름으로 총길이는 398.7㎞이다. 주로 호남 지역을 지나므로 호남정맥이라 하였다.

## 주요 산
호남정맥은 조선시대 조상들이 인식하던 한반도의 산줄기체계는 하나의 대간(大幹)과 하나의 정간(正幹), 정맥으로 이루어진 것으로 산과 물이 조화를 이루어야 한다는 사상에서 비롯된 이들 맥은 10대강의 유역을 가름하는 분수산맥을 기본으로 삼고 있어 대부분의 산맥 이름이 강 이름과 밀접한 관련을 가진다.
호남정맥은 남부의 호남 지방을 동서로 크게 갈라놓은 산줄기로 서쪽은 해안의 평야지대, 동쪽은 남원을 중심으로 한 산간지대로 농경과 산업, 그리고 현격히 다른 생활 문화권을 형성하게 되었다.
또한, 장흥의 용두산(龍頭山)에서 하동의 섬진강 하구까지 해안선을 따라 이어진 산줄기는 지리산에서 김해의 낙동강 하구까지 이어진 낙남정맥(洛南正脈)과 함께 한반도 남부 해안 지방의 동일한 생활 문화권역을 형성하게 하였다.
연결되는 산으로 지도에서 산 이름을 찾아보면, 곰재·만덕산·경각산(鯨角山)·오봉산(五峰山)·내장산·백암산·추월산·산성산(山城山)·설산(雪山)·국수봉(國守峰)·무등산·천운산·두봉산(斗峰山)·용두산·제암산(帝巖山)·일림산(日林山)·방장산(方丈山)·존제산(尊帝山)·백이산(伯夷山)·조계산·희아산(戱娥山)·동주리봉·백운산 등이다.
호남정맥의 주요 산은 다음과 같다. 사람과산 2009년 11월호 특별부록의 1대간 9정맥 종주지도집에서는 금남호남정맥까지 포함하여 호남정맥 전 구간을 16개 구간으로 분리했다.
1~3구간
영취산 - 장안산 - 밀목치 - 수분령 - 팔공산 (전북) - 성수산 - 마이산 - 부귀산 - 가죽재 (국도 제26호선통과)
4~5구간
가죽재 - (←금남호남정맥) - 주화산, 금남정맥 분리 - 모래재 - 곰티(익산포항고속국도 통과) - 슬치(순천완주고속국도, 국도 제17호선, 전라선 통과) - 갈미봉(540 m) - 경각산(659 m) - 불재(지방도 제749호선 통과) - 오봉산(513m) - 모악지맥 분기 - 묵방산(538m) - 성옥산(388m)
6구간
성옥산 - 왕자산(442m) - 고당산(641m) - 개운치(국도 제29호선, 국지도 제49호선 통과) - 추령(구 국지도 제49호선 통과) 
7~9구간
추령 - 내장산(763m) - 영산기맥 분기 - 백암산(741m) - 병풍지맥 분기 - 추월산(731m) - 용추봉(584m) - 오정자재(지방도 제792호선 통과) - 무이지맥 분기 - 산성산(603m) - 봉황산(235m) - 괘일산(441m) - 연산(508 m, 통명지맥 분기 - 만덕산(575m) - 수양산(591m) - 유둔재(지방도 제887호선 통과)
10~11구간
유둔재 - 북산(778m) - 무등산(1187m) - 안양산(853m) - 별산(690m) - 묘치고개(국도 제15호선, 국도 제22호선 통과) - 돗재 (지방도 제822호선 통과) - 태악산(524m) - 두봉산(630m) - 개기재(국지도 제58호선 통과) - 계당산(580m) - 예재/고치(국도 제29호선, 경전선 통과) - 봉화산(476m) - 고비산(416m) - 군치산(412m) - 곰치(지방도 제839호선 통과)
12~13구간
곰치 - 바람재(땅끝기맥 분기) - 가지산(510m) - 용두산 - 제암산(807m) - 사자산(사자지맥 분기) - 일림산(667m) - 한치(297m) - 활성산(465m) - 봇재(국도 제18호선, 국도 제77호선 통과) - 봉화산(475m) - 그럭재 (국도 제2호선, 경전선 통과) - 대룡산(420m) - 오도치 (지방도 제845호선 통과) 
14~16구간
오도치- 방장산(536m) - (고흥지맥 분기) - 석거리재(국도 제15호선, 국도 제27호선 통과) - 백이산(582m) - 고동산(709m) - 조계산(884m) - 접치(호남고속국도, 국도 제22호선 통과) - 노고치(지방도 제857호선 통과) - 문유산(688m) - 송치(국도 제17호선, 전라선 통과) - 갓거리봉(688m) - 여수지맥 분기 - 백운산(1228m) - 쫓비산(536m) - 매치(경전선 통과) - 국사봉(445m) - 망덕산(197m) - 백운산

## 비교
『산경표』에 기록되어 있는 산이름은 다음과 같다.
- 웅치(熊峙)
- 사자산(獅子山)
- 운주산(雲住山)
- 칠보산(七寶山)
- 내장산(內藏山)
- 백암산(白岩山)
- 추월치(秋月峙)
- 금성산(金城山)
- 만덕산(萬德山)
- 무등산(無等山)
- 천운산(天雲山)
- 화악산(華岳山)
- 가야산(伽倻山)
- 금화산(金華山)
- 금전산(金錢山)
- 조계산(曹溪山)
- 동리산(洞裏山)
- 송현(松峴)
- 계족산(鷄足山)
- 백운산

## 같이 보기
- 산경표
- 백두대간
- 금남호남정맥
- 금남정맥